# Metinho
Abemly Meto Silu (* 23. dubna 2003 Matadi), známý jako Metinho, je brazilsko-konžský profesionální fotbalista, který hraje na pozici středního záložníka za nizozemský tým Sparta Rotterdam, kde je na hostování z Troyes AC.

## Klubová kariéra
Metinho se narodil ve městě Matadi v Demokratické republice Kongo, ale ve věku jednoho roku spolu s rodiči se přestěhoval do Brazílie poté, co jeho otec Abel uprchl ze země kvůli náboženském pronásledování. Poté, co se jeho otec usadil v Riu de Janeiro, vymyslel pro svého syna jméno „Metinho“.
Metinho začal svoji mládežnickou kariéru v Madureiře. Následně mu byla nabídnuta smlouva brazilského velkoklubu Vasco da Gama. Před dokončením dohody se však Metinho rozhodl podepsat smlouvu s Fluminense.
Metinho debutoval v březnu 2021 jako náhradník za Rafaela Ribeira při prohře 3: 0 s Portuguesa-RJ.

### Troyes
Dne 23. dubna 2021 byl oficiálně oznámen přestup Metinha a jeho klubového spoluhráče Kaykyho do klubu z Manchester City Group za celkový poplatek za přestupy okolo 15 milionů euro. Byla uzavřena předběžná smlouva, díky které přestup proběhne v lednu 2022. Metinho přestoupil do francouzského Troyes, zatímco Kayky přestoupil do Manchesteru City.

## Reprezentační kariéra
Metinho se stal naturalizovaným brazilským občanem v roce 2019. Ke květnu 2021 neučinil rozhodnutí ohledně jeho reprezentační budoucnosti, má možnost reprezentovat zemi svého narození, Demokratickou republiku Kongo, i Brazílii.

## Statistiky

### Klubové
K 26. květnu 2021
| Klub       | Sezóna | Liga    | Liga   | Liga | Státní liga | Státní liga | Pohár  | Pohár | Ostatní | Ostatní | Celkem | Celkem |
| Klub       | Sezóna | Liga    | Zápasy | Góly | Zápasy      | Góly        | Zápasy | Góly  | Zápasy  | Góly    | Zápasy | Góly   |
| ---------- | ------ | ------- | ------ | ---- | ----------- | ----------- | ------ | ----- | ------- | ------- | ------ | ------ |
| Fluminense | 2021   | Série A | 0      | 0    | 1           | 0           | 0      | 0     | 0       | 0       | 1      | 0      |
| Celkem     | Celkem | Celkem  | 0      | 0    | 1           | 0           | 0      | 0     | 0       | 0       | 1      | 0      |